# Dragonfly 44
Dragonfly 44 (deutsch Libelle 44) ist eine Galaxie mit einem sehr hohen Anteil an Dunkler Materie. Sie ist ein Beispiel für eine ultra-diffuse Galaxie im Coma-Galaxienhaufen. Die gemessene Rotationsgeschwindigkeit legt eine Masse von einer Billion Sonnenmassen nahe, was der Masse der Milchstraße entspricht. Aber die Lichtemission der Galaxie beträgt nur ca. 1 % der Lichtemission der Milchstraße.
Die Galaxie wurde ursprünglich von Pieter van Dokkum (Yale University) und seinem Team mit dem selbstgebauten Dragonfly Telephoto Array entdeckt und daher auch der Name Dragonfly (dt. Libelle). Dragonfly-44 (DF-44) ist dabei eines von 47 Objekten (DF-1 bis DF-47) mit geringer Oberflächenhelligkeit, die von Pieter van Dokkum und seinem Team dem Coma-Galaxienhaufen mit hoher Wahrscheinlichkeit zugeordnet wurden (Veröffentlichung Januar 2015). DF-44, das größte dieser Objekte, wurde mit dem Keck-Observatorium beobachtet und die Zugehörigkeit zum Coma-Galaxienhaufen spektroskopisch nachgewiesen (Veröffentlichung Mai 2015).
Nach zusätzlichen Untersuchungen mit dem Gemini-Observatorium kamen die Entdecker zu dem Schluss, dass bei DF-44 der Anteil der dunklen Materie bereits innerhalb des „hellen“ Innenbereichs 98 % beträgt (Veröffentlichung August 2016). Die Masse des Innenbereichs wird auf 7 · 109 Sonnenmassen geschätzt; dieser Innenbereich ist von einem Halo von dunkler Materie umgeben, wobei die Gesamtmasse der Galaxie auf ≈1012 Sonnenmassen geschätzt wird, so dass der Anteil der dunklen Materie demnach über 99,9 % beträgt. Ob es dunkle Materie gibt, ist jedoch nicht sicher geklärt.